# Grüntegernbach
Grüntegernbach ist seit 1978 ein Ortsteil der Stadt Dorfen im Landkreis Erding. 

Grüntegernbach von Südwest

## Lage
Das etwa 500 Einwohner große Pfarrdorf liegt im Tal des Baderbächleins, in der Mitte zwischen Dorfen und Buchbach.

## Geschichte

Grüntegernbach von Ostsüdost

Der Ort wird 791 erstmals (Actum est haec in Loco Tegarinuuac) erwähnt. In den folgenden Jahrhunderten gibt es einen Schenkungs-Besitzerwechsel von Grüntegernbach. Im 16. Jahrhundert erscheinen die Marschälle von Pappenheim als Besitzer der Hofmark Grün(Inner)tegernbach. Nach ihnen folgten die von Haunsperg und die von Gobels, anschließend gehörte die Hofmark (ohne einen Sitz) bis zur Säkularisation dem Fürstpropstei Berchtesgaden. 1979 musste die Pfarrei mit den Nachbarpfarreien Buchbach, Ranoldsberg und Walkersaich aus Priestermangel einen Pfarrverband bilden und 1968 wurden die Schulen von Grüntegernbach und Eibach vereinigt.
Von 1818 bis zum 31. Dezember 1971 bestand die Gemeinde Grüntegernbach und tat sich dann mit Wasentegernbach zur Gemeinde Tegernbach zusammen, bevor sie sich im Zuge der Gebietsreform am 1. Mai 1978 der Stadt Dorfen anschlossen. Zur zuletzt 686 Einwohner zählenden Gemeinde gehörten unter anderem die Weiler Loiperstätt, Grünbach, Anzing, Urtlfing und Englschalling.

## Sehenswertes

### Pfarrkirche St. Nikolaus
Die Kirche ist ein stattlicher spätgotischer Bau des 15. Jahrhunderts. Das Gotteshaus mit einem hohen Spitzturm (bis 1897 mit Zwiebelbekrönung) wurde 1877 durch ein westliches Joch verlängert. Die innere Raumaufteilung stellt sich wie folgt dar: Dem breiten Hauptschiff zu fünf Langhaus- und zwei Chorjochen (mit 3/8-Schluss) sind auf beiden Seiten niedrige seitenschiffartige Erweiterungen beigefügt worden. Die Kirche besitzt ein Netzrippengewölbe. An den oberen Hauptschiffwänden sind Fresken von 1952 die elf Szenen aus Heiligenlegenden darstellen. Die sonstige Ausstattung ist neugotisch von der Kirchenumgestaltung ab 1877: Hochaltar (1878), Seitenaltäre (1878), Kanzel (1877) und Chorgestühl (1880), Orgel (2012, Orgelbau Linder).

### Filialkirche St. Valentin Grünbach
Die etwa 2000 m östlich gelegene Kirche in Grünbach ist ein barocker Bau mit spätgotischem Kern (15. Jahrhundert) und war eine lokal aufgesuchte Wallfahrtskirche. Der Bau hat insgesamt drei Joche mit 3/8-Schluss. Im Inneren sehenswert ist ein spätbarocker Choraltar von 1720, eine barocke Empore und Rokoko-Chorgestühl von 1765.

### Filialkirche St. Johannes Englschalling
Die spätromanische Kirche in Englschalling aus dem 12. Jahrhundert liegt 1350 m nordöstlich. Die Südseite des 3-jochigen Langhauses schmückt ein Rundbogenfries. Nördlich des einjochigen Chors mit 3/8-Schluss befindet sich der Satteldachturm (beide spätgotisch). Erwähnenswert ist der hochbarocke Hochaltar um 1670, das hochbarocke Chorgestühl und das Netzgewölbe im Chor.

### Schulhaus
Das neuere Schulhaus Grüntegernbach ist ein spät-gründerzeitlicher Bau von 1904, am NO-Eck ein Spitzhelmturm.

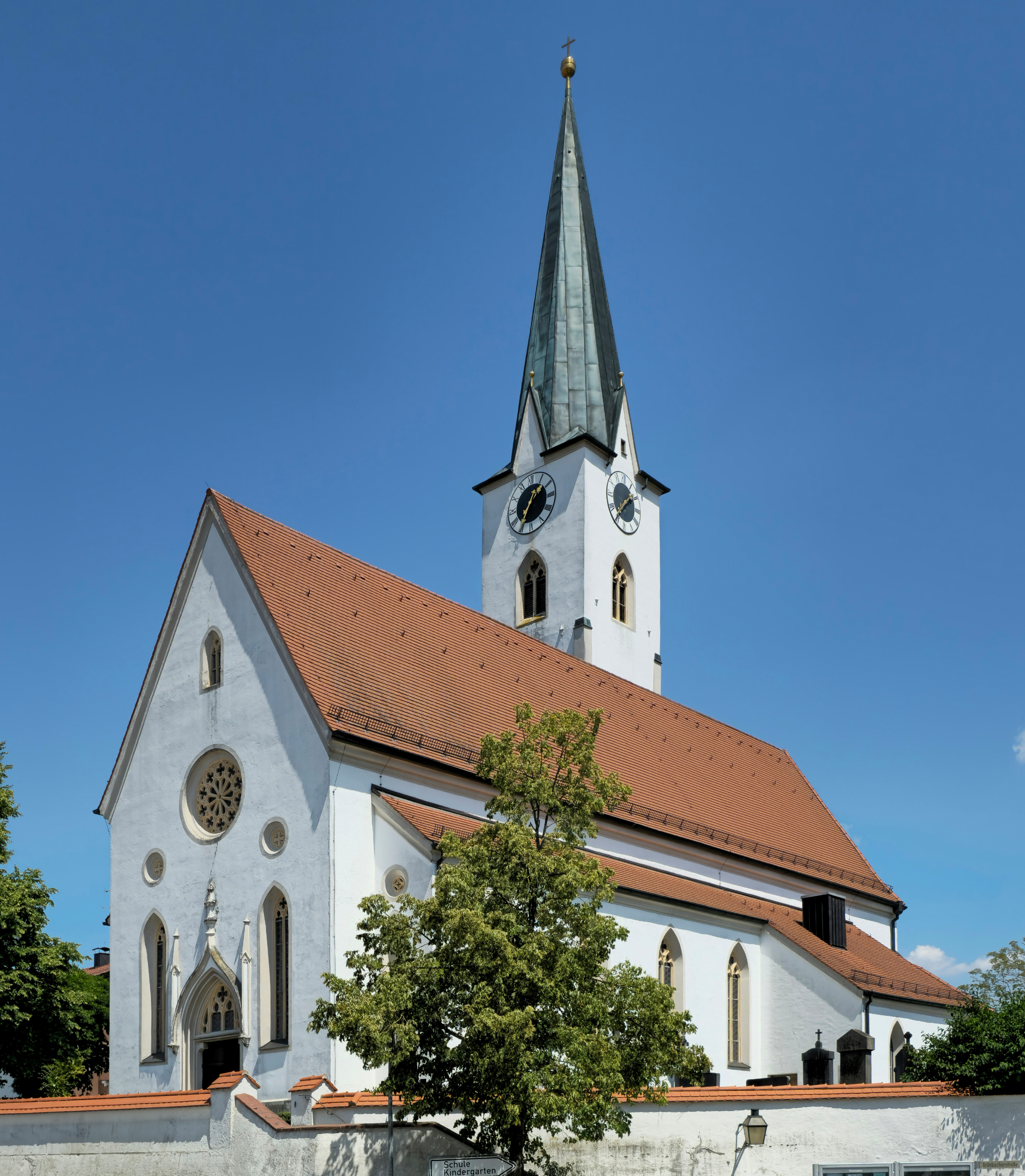
Pfarrkirche St. Nikolaus
St. Nikolaus, Innenraum
Schulhaus
Blick durch die Hauptstraße zum Dorfzentrum Grüntegernbach